# 毛发耳蕨
毛发耳蕨（学名：Polystichum crinigerum）为鳞毛蕨科耳蕨属下的一个种。

## 扩展阅读
- 維基物種上的相關：毛发耳蕨